# Erharting
Erharting è un comune tedesco di 910 abitanti, situato nel land della Baviera.